# The Wise Little Hen
The Wise Little Hen (conocida en español como La gallinita sabia o La pequeña gallina sabia) es una caricatura de Silly Symphony de 1934, basada en la fábula The Little Red Hen. La caricatura presenta el debut del Pato Donald, bailando al son de Sailor's Hornpipe. Donald y su amigo Peter Pig intentan evitar el trabajo fingiendo dolores de estómago hasta que la gallinita sabia les enseña el valor del trabajo.

## Argumento
La gallinita sabia del título está buscando a alguien que la ayude a plantar su maíz para el invierno. Peter Pig y El Pato Donald fingen dolor de barriga para evitar la tarea, ya que prefieren jugar que trabajar. Entonces, con la ayuda de sus pollitos, ella misma lo planta. Llega el tiempo de la cosecha; De nuevo, Peter y Donald afirman tener dolores de barriga, pero la gallina se da cuenta de esto cuando las tablas de la casa club se caen mostrando su pequeño acto cuando se dan la mano para evadir la responsabilidad. Al darse cuenta de su artimaña, ella y sus polluelos se guiñan el ojo al saber qué hacer con Peter y Donald más tarde. Ella cocina una tentadora variedad de platos de maíz y se dirige a Peter y Donald para ayudarla a comerlos, pero antes de que pueda abrir la boca, ya fingen sus dolores de estómago. Una vez que les pide que la ayuden a comer el maíz, salen de su fachada y están emocionados de comer, pero todo lo que ella les da es aceite de ricino. Mientras la gallina y sus pollitos se comen el maíz, Peter y Donald se arrepienten con todas sus fuerzas y se dan patadas en el trasero.

## Reparto
- Florence Gill - La gallina sabia
- Clarence Nash - El Pato Donald, Peter Pig[3]
- Pinto Colvig - Pollitos[4]

## Producción
Aunque el distribuidor United Artists dio el 9 de junio de 1934 como la fecha de lanzamiento de la caricatura, en realidad se mostró por primera vez el 3 de mayo de 1934 en el Carthay Circle Theatre de Los Angeles para un programa benéfico, mientras que más tarde se hizo su debut oficial el 7 de junio en el Radio City Music Hall de la ciudad de Nueva York.
Esta caricatura presentó la primera aparición de Clarence Nash en una producción de Disney. Nash había sido actor en Chautauqua y vodevil durante la década de 1920 y luego conoció a Wilfred Jackson, quien quería que Nash proporcionara sonidos de pájaros para una caricatura. Durante la llamada, Nash interpretó «Mary Had a Little Lamb» como un pato y Jackson envió la música a la oficina de Walt Disney. El propio Disney proclamó «[e] ese es nuestro pato parlante».
El corto fue animado por Art Babbitt, Dick Huemer, Clyde Geronimi, Frenchy de Tremaudan (con la ayuda de un grupo de animadores jóvenes encabezado por Ben Sharpsteen)